# Подопечна територия на Тихоокеанските острови
Подопечната територия на Тихоокеанските острови (на английски: Trust Territory of the Pacific Islands) е администрирана от Съединените щати между 1947 и 1994 година.
Тази подопечна територия на Организацията на обединените нации е създадена с Резолюция 21 на Съвета за сигурност на ООН на мястото на Южнотихоокеанската подмандатна територия, администрирана от Япония.
Представлява група острови в Океания, които до Първата световна война са владение на Германия, а в хода на Втората световна война са окупирани от Съединените щати.
В края на 1986 година на част от територията са създадени държавите Маршалови острови и Микронезия, а Северните Мариански острови стават зависима територия на Съединените щати. Последната част от подопечната територия – Палау, става независима държава през 1994 година.

## История
Испания първоначално претендира за островите, които по-късно съставляват територията на подопечната територия на Тихоокеанските острови. Впоследствие Германия установява конкурентни претенции върху островите. Конкуриращите се претенции в крайна сметка са разрешени в полза на Германия, когато Испания, след загубата на няколко владения в полза на САЩ по време на Испано-американската война, отстъпва претенциите си над островите на Германия съгласно Германо-испанския договор от 1899 г. Германия, от своя страна, продължава да запазва владението си, докато островите не са превзети от Япония по време на Първата световна война. Обществото на народите формално оставя островите в състава на Южнотихоокеанския мандат, който упълномощава японското управление на островите. След това островите остават под японски контрол, докато не бъдат превзети от САЩ през 1944 г. по време на Втората световна война.
Територията става под попечителството на ООН съгласно Резолюция 21 на Съвета за сигурност на ООН на 18 юли 1947 г. и е определена за „стратегическа зона“ в споразумението за попечителство от 1947 г. Член 83 от Устава на ООН предвижда, че като такъв нейният официален статут на подопечна територия на ООН може да бъде прекратен само от Съвета за сигурност, а не от Общото събрание, както е с други подопечни територии. Военноморските сили на САЩ контролират територията от щаб в Гуам до 1951 г., когато Министерството на вътрешните работи на САЩ поема контрола, администрирайки територията от база в Сайпан.
В края на 60-те години САЩ се противопоставят на идеята за евентуална независимост. Вместо това те се стремят към някаква форма на асоцииране, вероятно с Хавай. Те изчисляват, че може би 10-25% от населението в този момент би подкрепило евентуална независимост.
Конгресът на Микронезия за първи път налага данък върху доходите през 1971 г. Той засяга главно чужденци, работещи във военни бази в региона.
На 21 октомври 1986 г. САЩ прекратява управлението си на Маршаловите острови. На 3 ноември 1986 г. последва и прекратяването на американското управление на районите Чуук, Яп, Косрае, Понпеи и Марианските острови. Съветът за сигурност официално прекратява попечителството над Чуук, Яп, Косрае, Понпеи, Марианските острови и Маршаловите острови на 22 декември 1990 г., съгласно Резолюция 683 на Съвета за сигурност. На 25 май 1994 г. Съветът прекратява попечителството над Палау съгласно Резолюция 956 на Съвета за сигурност, след което САЩ и Палау се споразумяват Палау да получи независимост на 1 октомври.

## География
Към 1969 г. 100-те окупирани острова обхващат територия от 1800 km2 върху водна площ от 7 800 000 km2. Общата площ на подопечената територия е сравнима по размер с континенталната част на САЩ. Водната площ заема около 5% от Тихия океан.

## Подопечената територия днес
След прекратяването на попечителството подопечената територия се разделя на четири независими една от друга юрисдикции:
Суверенни държави в свободна асоциация със САЩ
Следните суверенни държави стават свободно асоциирани със САЩ съгласно Договора за свободно асоцииране (ДСА).
- Маршалови острови – създадена през 1979 г., ДСА в сила от 21 октомври 1986 г.
- Микронезия – създадена през 1979 г., ДСА в сила от 3 ноември 1986 г.
- Палау – създадена през 1981 г., ДСА в сила от 1 октомври 1994 г.

Съюзна държава в политически съюз със САЩ
- Северни Мариански острови – нова конституция, частично в сила от 1 януари 1978 г. и напълно в сила от 4 ноември 1986 г.